# Веккер (Могилёвская область)
Веккер — деревня в Буйничском сельсовете Могилёвского района Могилёвской области Республики Беларусь.
Планировочно состоит из прямолинейной улицы, ориентированной с юго-запада на северо-восток и застроенной двусторонне, неплотно традиционными деревянными домами усадебного типа. На востоке — хозяйственный сектор. В деревне находится учебное хозяйство СПТУ № 1 имени К. П. Орловского.

## Демография
В 1990 году в Веккере было 19 домохозяйств, 59 жителей.
В 2007 году деревня состояла из 15 домохозяйств, проживало 26 жителей.

## География
Находится в 5 км к юго-западу от Могилёва, 1 км от железнодорожной станции Буйничи на линии Могилёв—Жлобин. Транспортные связи по шоссе Могилёв—Бобруйск, которое проходит поблизости от деревни. Рельеф равнинный.

## История
Основана в начале 1920-х годов на бывших помещичьих землях.
С 20 августа 1924 года — в Могилёвском районе Могилёвского округа, до 26 июля 1930 года.
В 1933 году был организован колхоз «1 Мая», который первоначально объединял 20 хозяйств. Обслуживала колхоз Могилёвская машинно-тракторная станция.
С 20 февраля 1938 года — в Могилёвской области.
В Великую Отечественную войну — с июля 1941 года до 27 июня 1944 года деревня была оккупирована немецко-фашистскими захватчиками.